# Bauhinia tessmannii
Bauhinia tessmannii är en ärtväxtart som beskrevs av Hermann August Theodor Harms. Bauhinia tessmannii ingår i släktet Bauhinia och familjen ärtväxter. Inga underarter finns listade i Catalogue of Life.